# Rinorea cornigera
Rinorea cornigera H.Perrier – gatunek roślin z rodziny fiołkowatych (Violaceae). Występuje endemicznie w środkowym Madagaskarze. 

## Morfologia
PokrójZimozielone drzewo.
LiścieBlaszka liściowa ma owalnie lancetowaty lub podługowaty kształt. Mierzy 3–7 cm długości oraz 1,4–3 cm szerokości, jest niemal całobrzega lub ząbkowana na brzegu, ma ostrokątną nasadę i tępy wierzchołek. Przylistki są lancetowate i osiągają 10–17 mm długości. Ogonek liściowy jest nagi i ma 5–12 mm długości.
KwiatyZebrane w gronach wyrastających z kątów pędów. Mają działki kielicha o owalnym kształcie i dorastające do 2 mm długości. Płatki są lancetowate, mają białą barwę oraz 6 mm długości.

## Biologia i ekologia
Rośnie w lasach, na wysokości około 1200 m n.p.m.